# Plethodon kentucki
Plethodon kentucki é uma espécie de salamandra da família Plethodontidae.
Encontrada no platô de Cumberland, no leste de Kentucky, oeste da Virgínia Ocidental, norte do Virgínia Ocidental e oeste da Virgínia, a espécie não é encontrada a leste dos rios Kanawha e New. 
Os seus habitats naturais são: florestas temperadas.
Está ameaçada por perda de habitat.